# 민트 (태국의 가수)
민트(Mint, 본명: Goonshipas Peonpaweevorakul(쿤팟 퍼언빠위워라쿤), 태국어: กุญช์ภัสส์ พรปวีณ์วรกุล, 1994년 6월 23일 ~ )는 대한민국에서 활동하는 태국 출신의 가수이다.
2012년 5월 걸그룹 타이니지의 멤버로 데뷔했고, 랩과 안무를 담당하며 활동했다. 하지만 두각을 나타낸 멤버 민도희의 배우 활동이 잦아지고 타이니지 완전체 활동이 불가능해지자, 2014년 11월 동료 멤버 제이민과 함께 타이니지M이라는 유닛을 구성하여 태국에서 활동했다.
2015년 타이니지의 해체가 결정되자 2016년 4월 소속사를 JSL 컴퍼니(현 KJ뮤직 엔터테인먼트)로 옮겨 첫 싱글 《얼레리 꼴레리》를 발표, 솔로로 데뷔했고 리얼걸프로젝트에 합류해 드라마 아이돌마스터.KR - 꿈을 드림에 출연했다.
아이돌마스터.KR - 꿈을 드림 이후에는 KBS 아이돌 리부팅 프로젝트 더 유닛에 출전, 최종 38위로 마감했다.

## 내력
- 2012년 4월 14일 여자 톱스타와 남자 싱어송라이터가 함께 노래를 만드는 MBC TV의 뮤직 리얼리티 프로그램 '그 여자 작사 그 남자 작곡'에서 이시영 작사 ˑ 박재범 작곡의 곡을 받을 신인 걸그룹 타이니지의 멤버로서 출연하며 데뷔했다.[3]
- 2015년 4월 10일 언론을 통해 타이니지가 사실상 해체됐다는 소식이 보도되었다. 연기자로 이름을 알린 도희가 타이니지 활동을 거부하면서 해체되었다고 알려졌지만, 가장 큰 이유는 타이니지가 성공하지 못함으로 해서 생긴 소속사 지앤지프로덕션의 재정난이 원인이 된 것으로 파악되었다.[4][5]
- 2016년 4월 7일 타이니지 시절 매니저가 임원진으로 있는 JSL 컴퍼니로 소속사를 옮겼다.[6]
- 2016년 4월 14일 솔로 음반 '얼레리 꼴레리'의 음원과 뮤직비디오를 공개했다.[7]
- 2016년 5월 18일 한국드라마 'THE IDOLM@STER.KR' 의 오디션에 합격하였고, 이로 인해 프로젝트 걸그룹 '리얼걸 프로젝트'에 합류하게 되었다.
- 2018년 3월 19일 'Magicmintlife' 유튜브 채널을 오픈했다.
- 2018년 8월 6일 자신의 유튜브에 'Thank you' 뮤직비디오를 공개하였다.
- 2018년 11월 28일 'Hello, Stranger!(Feat. 낯선 만남)'라는 코리아그랜드세일 홍보영상에 등장했다.[8]

## 학력
- 히스필드 국제학교

## 음반

### 싱글
- 얼레리 꼴레리 (Already Go Lady) (2016년 4월 14일)

1. 얼레리 꼴레리
2. Ture Love
3. 얼레리 꼴레리 (Inst.)
4. True Love (Inst.)